# Карпівка (Криворізький район)
Ка́рпівка — село в Україні, в Криворізькому районі Дніпропетровської області.
Адміністративний центр Карпівської сільської громади. Населення — 836 мешканців.

## Географія
Село Карпівка знаходиться на відстані 2 км від сіл Олександрія, Вишневе та міста Інгулець (нині район міста Кривий Ріг). Поруч проходить залізниця, станція Інгулець за 1,5 км.

## Історія
15 березня 2015 року у селі невідомі завалили пам'ятник Леніну.
До 2017 року орган місцевого самоврядування — Миколаївська селищна рада.

## Населення
Згідно з переписом УРСР 1989 року чисельність наявного населення села становила 752 особи, з яких 367 чоловіків та 385 жінок.
За переписом населення України 2001 року в селі мешкало 836 осіб.

### Мова
Розподіл населення за рідною мовою за даними перепису 2001 року:
| Мова       | Відсоток |
| ---------- | -------- |
| українська | 93,90 %  |
| російська  | 4,43 %   |
| гагаузька  | 0,48 %   |
| молдовська | 0,48 %   |
| білоруська | 0,24 %   |
| інші       | 0,47 %   |

## Економіка
- КП «Вишневе».
- ПП «Обрій».
- ПП «Житниця».
- «Елеватор Широківський», ТОВ.

## Об'єкти соціальної сфери

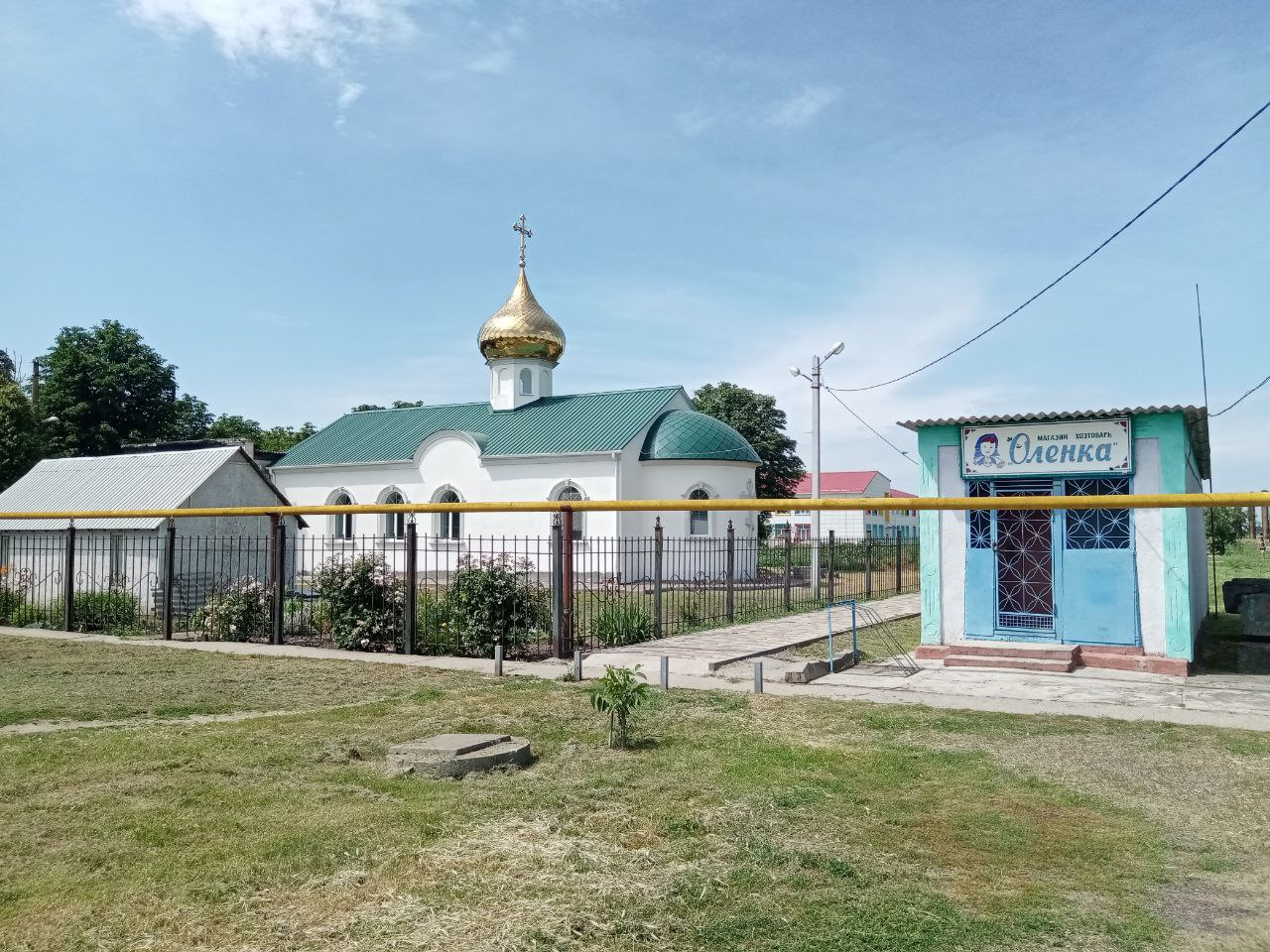
Церква та магазин на центральній вулиці села

- Школа.
- Дитячий садочок.
- Амбулаторія.
- Будинок культури.

## Відомі люди
- Лазаренко Павло Іванович (нар. 23 січня 1953) — прем'єр-міністр України.
- Лисиця Іван Петрович (1996—2019) — солдат Збройних сил України, учасник російсько-української війни.